# Schloss Bergfeld

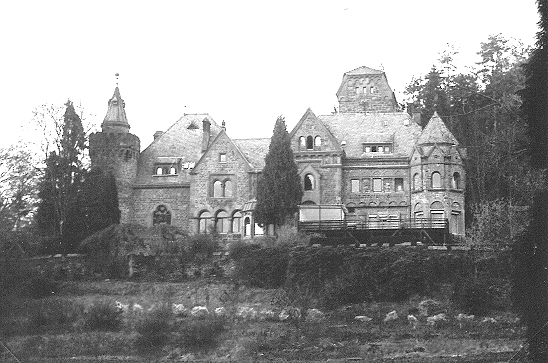
Jagdschloss Bergfeld, von Südosten gesehen (1977)

Das Schloss Bergfeld  ist ein ehemaliges Jagdschloss auf dem Gebiet der Ortsgemeinde Eisenschmitt in der Vulkaneifel, Rheinland-Pfalz. Prominentester Gast des Schlosses war seinerzeit der deutsche Kaiser Wilhelm II.

## Geschichte
Der Düsseldorfer Unternehmer Hugo von Gahlen ließ im Jahre 1900 als Eigentümer des sogenannten Franzosenwalds auf einem Plateau für sich und seine Gäste ein Jagdschloss nach Entwurf des Düsseldorfer Architekten Max Wöhler erbauen.
Dieses erste Gebäude bildet heute den westlichen Teil des Schlosses und wurde 1911 erweitert, um die Anlage als Wohnsitz der Familie nutzen zu können. Im Jahre 1914 erfolgte der Bau eines separaten Gebäudes, in dem eine Kegelbahn (Scherenbahn) errichtet wurde.
Von Gahlen nutzte das Anwesen zunächst gemeinsam mit seiner Ehefrau, später alleine, bis zu seinem Tod im Jahre 1933. Es verblieb bis 1998 im Besitz seiner Nachkommen, der Familie von Berghes, und wurde während des Zweiten Weltkriegs zeitweilig als Sitz des Generalstabs der VII. Armee genutzt. Nachdem erst Franzosen und Amerikaner das Schloss besetzt hatten, wurde es nach Kriegsende an den Caritasverband als Tuberkulose-Heilanstalt vermietet. Von 1962 bis 1998 nutzte es dann die Josefs-Gesellschaft, die dort durch die Schönstatter Marienschwestern ein Internat für schwerst-körperbehinderte Kinder unterhielt.
1998 wurde Schloss Bergfeld verkauft, zum Teil renoviert und wird seitdem ausschließlich privat genutzt, weshalb es nicht besichtigt werden kann.

## Beschreibung

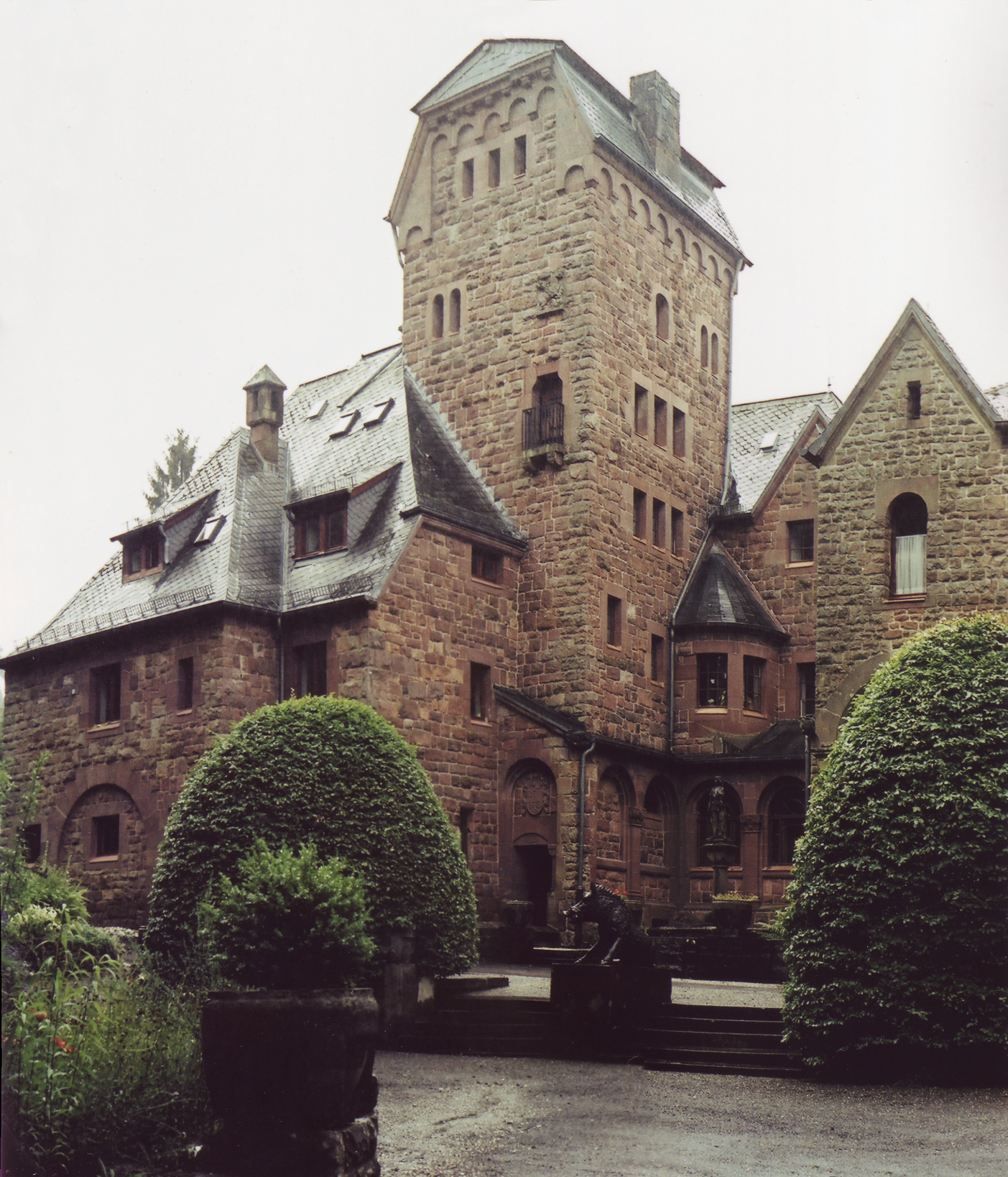
Nordseite des Schlosses

Schloss Bergfeld ist umgeben von einem kleinen Park mit altem und seltenem Baumbestand, der an den Franzosenwald grenzt.
Entsprechend damaliger Vorstellungen von mittelalterlichen Burgen wurde das Schloss im Geist der Burgenrenaissance in einem Stil erbaut, der sich an die Romanik anlehnt, und mit zahlreichen Giebeln, Erkern und zinnenbewehrten Türmen sowie einem Bergfried ausgestattet. Eine breite, von einer Mauer umschlossene Terrasse ist dem Schlossbau südöstlich vorgelagert.
In der Mitte des Schlosshofs, der von einer Ringmauer mit schmiedeeisernem Tor umschlossen wird, befindet sich ein Brunnen, dessen Säule eine Ritterfigur trägt.